# Jealous Ones Still Envy 2 (J.O.S.E. 2)
Jealous Ones Still Envy 2 (J.O.S.E. 2) è un album del rapper statunitense Fat Joe.

## Singoli
I singoli sono One con Akon e Aloha con Pleasure P e Rico Love.

## Tracce
1. Winding on Me (featuring Lil Wayne & Ron Browz) – 4:01 – Ron Browz
2. Joey Don't Do It – 2:18 – DJ Infamous
3. One (featuring Akon) – 3:52 – The Inkredibles
4. Aloha (featuring Pleasure P & Rico Love) – 3:57 – Rico Love
5. Put Ya in Da Game (featuring T-Pain & OZ) – 4:22 – Schife & OhZee
6. Congratulations (featuring Rico Love & TA) – 4:37 – Eric Hudson
7. Porn Star (featuring Lil' Kim) – 3:56 – Jim Jonsin
8. Cupcake (featuring Benisour) – 4:45 – Schife & OhZee
9. Ice Cream (featuring Raekwon & TA) – 4:34 – T-Weed
10. Okay Okay – 4:02 – Andrews "Drew" Correa, G-Boi
11. Blackout (featuring Swizz Beatz & Rob Cash of KAR) – 3:42 – DJ J-Buttah
12. Music (featuring Cherlise) – 4:24 – DJ Infamous, Laurent "Slick" Cohen